# Gesio de Petra
Gesio de Petra (En griego: Γέσιος, Gesios) fue un médico, iatrosofista y filósofo de credo pagano, que ejerció en Alejandría durante el tránsito del siglo V al VI.
Originario de la región de Petra, Gesio es mencionado por Damascio, la principal fuente sobre su biografía según la Suda, como nativo de Petra. Contrariamente, Esteban de Bizancio indica que provenía de la zona agrícola de El-Ji (actual Wadi Musa), cercana a Petra. La identidad de su padre permanece en el anonimato. Es posible que descendiera de un Gesio previo, estudiante y corresponsal de Libanio, activo en Egipto durante el siglo IV. Recibió formación de Domnus, de ascendencia judía. Posteriormente, se le atribuye haber arrebatado estudiantes de su mentor.
Bajo la tutela de Amonio de Hermia, en Alejandría, Gesio se adentró en los estudios filosóficos, simultáneamente impartiendo enseñanzas médicas durante la estancia de Zacarías Escolástico en dicha ciudad, en la década de 480. A pesar de iniciar tarde su práctica médica, alcanzó renombre durante el período del emperador Zenón (474–491), siendo reconocido con “honores inusuales de los romanos”, lo que posiblemente alude a una distinción imperial.
La correspondencia mantenida con Procopio de Gaza, un antiguo amigo, y Eneas de Gaza, detalla aspectos personales de Gesio, como el matrimonio con una mujer originaria de Frigia, con quien tuvo varios hijos. Procopio le escribió una carta de consuelo tras el fallecimiento de su esposa y algunos de sus hijos. Además, Gesio forjó una amistad con el filósofo neoplatónico Heraisco, a quien ocultó en su hogar ante la persecución de los neoplatónicos por parte del emperador Zenón, proporcionándole un entierro honorable tras su muerte.
A pesar de recibir el bautismo cristiano —presuntamente bajo coacción imperial— Gesio mantuvo sus creencias paganas en secreto, como sugieren Zacarías en su obra Ammonius y Damascio en Vida de Isidoro, tratándolo inequívocamente como pagano. Este hecho, de haber ocurrido, sería posterior a la redacción de estas obras. La actitud de Gesio post-bautismo, parodiando un verso de la Odisea al afirmar “este es un baño que quita el aliento”, evidencia su persistencia pagana hasta que, enfrentando una enfermedad incurable por medios convencionales, su fe se transformó tras orar a los santos Ciro y Juan, obteniendo una curación milagrosa. Mientras el erutido Edward Watts considera esta narrativa una invención de Sofronio, el historiador Barry Baldwin la encuentra plausible.
La mención de Esteban de Atenas sobre la práctica médica de Gesio en Alejandría durante la década de 530, y un papiro de Petra datado el 10 de mayo de 538 que describe a Gesio como “de memoria ilustre”, sugieren una prolongada influencia y conexión con Gaza, corroborada por su amistad con Procopio y Eneas. Si esta identificación es correcta, varios papiros evidencian la extensa red de relaciones familiares de Gesio.